# ユンサン
ユンサン（윤상、1968年5月11日 - ）は、大韓民国ソウル特別市出身の歌手、作曲家、音楽プロデューサー、大学教授である。妻は元タレントのシム・ヘジン。息子はアイドルグループ・RIIZEのアントン。

## 経歴
中学校2年の音楽の授業で作曲の課題を教師に褒められたことがきっかけで音楽家の道を目指す。
1987年、作曲家としてデビューする。
1990年、ファーストアルバム「ユンサン」で歌手デビューする。
1993年12月、入隊。
1996年、シン・ヘチョルとテクノ・ユニットNO DANCE（노땐스）を結成しアルバム「Golden Hit 1」を発表する。ユンサン作曲・歌唱の収録曲「달리기（Run）」は2002年にS.E.S.がカバーしリバイバルヒットさせる。
1998年に発売されたサードアルバム収録曲「언제나 그랬듯이」のミュージックビデオに出演したタレントのシム・ヘジン（1975年生）と2002年に結婚する。（※1967年生まれの女優シム・ヘジンとは別人）
2003年から米国留学し、バークリー音楽大学ミュージック・シンセシス科、ニューヨーク大学大学院ミュージック・テクノロジー科を卒業する。
2010年、妻と2人の息子をアメリカに残して単身帰国する。
2014年、Davink、SPACECOWBOY、East4Aと音楽クリエイターチームOnePiece（1piece）を結成し、LOVELYZの楽曲を作曲・プロデュースする。
2018年3月、同年4月に北朝鮮で開催予定の韓国芸術団平壌公演の音楽監督に任命される。

## 大学教授歴
- 祥明大学校音楽テクノロジー学科客員教授[8]2010年〜2016年
- 誠信女子大学校実用音楽科専任教授[9]2016年〜2018年
- 龍仁大学校実用音楽科学科長[10]2018年〜

## テレビ・ラジオ
- tvN「お家ご飯ペク先生」2015年5月〜2016年1月
- JTBC「ファントムシンガー」2016年11月〜2017年1月
- JTBC「ファントムシンガー2」2017年8月〜2017年11月
- MBC FM「ユンサンの夜のディスクショー」1991年〜1993年
- MBC FM「ユンサンの音楽サロン」
- KBS Cool FM「ユンサンのポップスポップス」2010年4月〜2013年4月